# U.S. Ski and Snowboard Hall of Fame
Le U.S. Ski and Snowboard Hall of Fame and Museum est situé à Ishpeming, dans le Michigan. Il s'agit du lieu de naissance du ski institutionnel aux États-Unis. Situé dans la péninsule supérieure de l'État, le bâtiment comprend le temple de la renommée (Hall of Fame) et un musée, ainsi qu'un théâtre, une bibliothèque, une boutique de cadeaux, des bureaux et un grand espace de stockage pour le matériel d'archives et les collections. Le bâtiment actuel a ouvert ses portes en 1992.

## Histoire

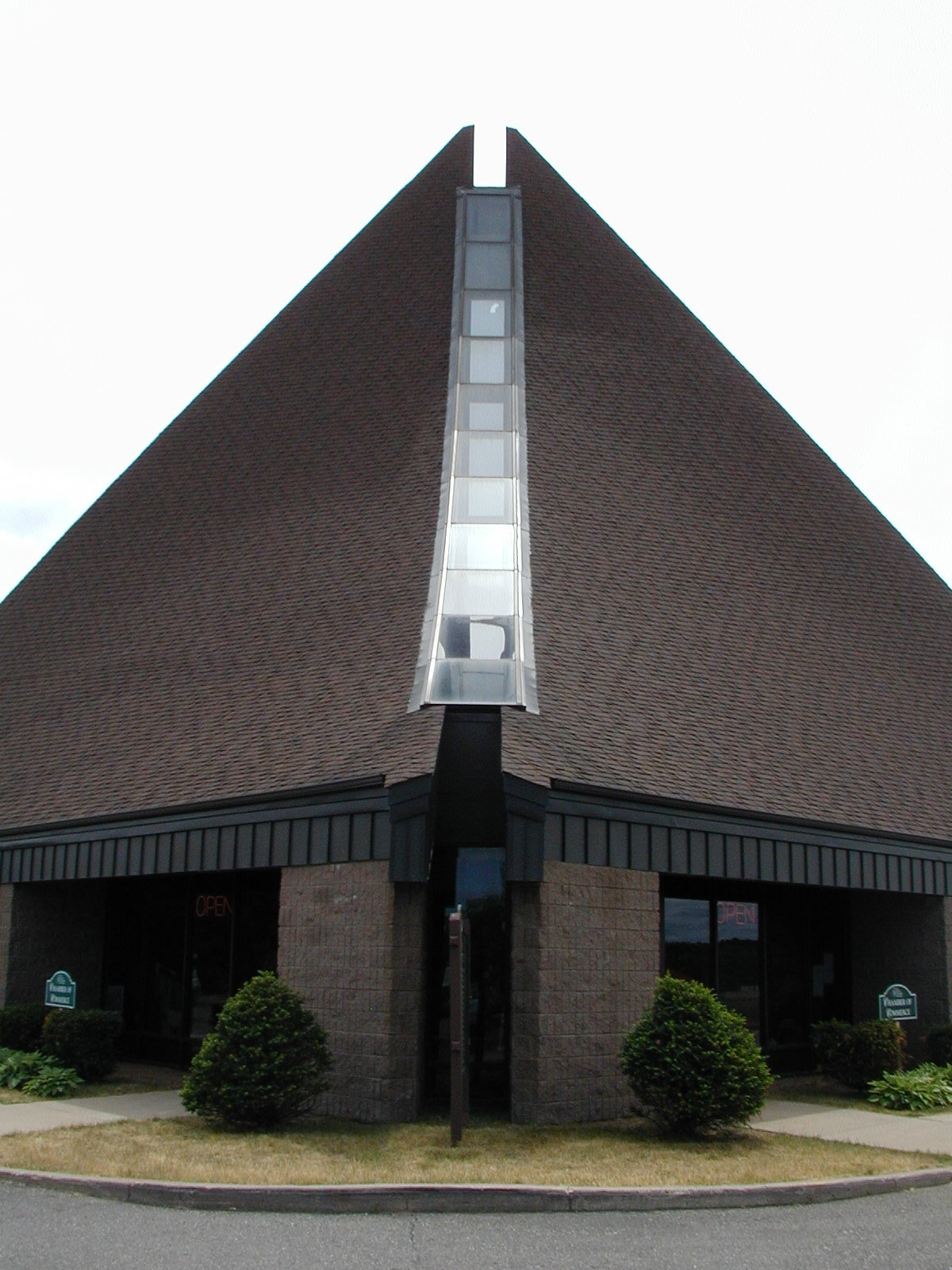
Vue de face du bâtiment

La National Ski Association, aujourd'hui connue sous le nom de US Ski and Snowboard Association, a été créée à Ishpeming en 1905. Elle a été formée lors d'une réunion des clubs de ski d'Ishpeming, Minneapolis, Red Wing, Minnesota et Eau Claire, Wisconsin. Le fondateur du club de ski d'Ishpeming, Carl Tellefsen (1854−1908), en fut le premier président et, pour sa contribution, il fut parmi les quatre premiers à se voir accorder le titre de membre honoraire du temple de la renommée au début de 1957,.
La Roland Palmedo Memorial Library, l'une des plus grandes bibliothèques de ski de recherche aux États-Unis, s'y trouve. Roland Palmedo (1895−1977) était un fabricant de ski et un contributeur pendant plus de 50 ans. Il a aidé à organiser la National Ski Patrol, le programme de certification des enseignants et diverses des premiers clubs de ski. Palmedo a également fondé le domaine skiable de Mad River Glen, édité deux livres sur le ski et développé l'une des bibliothèques de ski les plus étendues d'Amérique. Après sa mort, sa famille a fait don de sa bibliothèque au Temple de la renommée et au musée du ski national, où elle est devenue le noyau de la bibliothèque commémorative Roland Palmedo (en).

## Membres notables du temple de la renommée
| Nom                   | Intronisé |
| --------------------- | --------- |
| Charles "Minnie" Dole | 1958      |
| Roger Langley         | 1958      |
| Andrea Mead Lawrence  | 1958      |
| Dave McCoy            | 1967      |
| Jill Boothe           | 1967      |
| Sel Hannah            | 1968      |
| Nancy Greene          | 1969      |
| Dick Buek             | 1974      |
| Tom Corcoran          | 1978      |
| Joan Hannah           | 1978      |
| Warren Miller         | 1978      |
| Howard Head           | 1979      |
| Bob Beattie           | 1984      |
| David Bradley         | 1985      |
| Ernie Blake           | 1987      |
| Tony Wise             | 1988      |
| Bob Lange             | 2000      |
| H.William Kirschner   | 2001      |
| Tommy Moe             | 2003      |
| Rue Picabo            | 2004      |
| Jonny Moseley         | 2006      |
| Everett Kircher       | 2007      |
| Cary Adgate           | 2008      |
| Glen Plake            | 2010      |
| Shane McConkey        | 2010      |
| Stein Eriksen         | 2010      |
| Daron Rahlves         | 2010      |
| Scot Schmidt          | 2014      |